# José Antunes Marques Abreu
José Antunes Marques Abreu OSE (Pereira, freguesia de Mouronho, no concelho de Tábua, em 14 de Fevereiro de  1879 - Porto, 3 de Julho 1958) foi um conhecido artista gráfico português.

## Biografia

### Juventude
Passou grande parte da infância na aldeia de Pereira. Quando contava 13 anos, foi relegado aos cuidados de um tio, farmacêutico por profissão, que se encontrava estabelecido na vila de Tábua. Trabalhou com ele durante cerca de ano e meio, antes de passar ao serviço noutra farmácia, em Coja. Mais tarde, muda-se para Lisboa, onde permaneceu até 1893, altura em que, com 15 anos, partiu para o Porto.
Ainda chegou a trabalhar como ajudante de farmácia no Porto, antes de mudar de ramo, enveredando pelo campo das artes gráficas, no ateliê «Courrége & Peixoto», como aprendiz e mais tarde matricula-se no curso de Desenho Elementar da Escola Industrial Faria Guimarães.

### Vida adulta
Em 1898, com 19 anos, abriu o seu próprio ateliê, juntamente com o parceiro de negócios e pioneiro da fotografia em Portugal, José Augusto da Cunha Moraes. É também com ele que vai fundar a revista "Ilustração Moderna". Em 1901, trabalhou nas oficinas  de fotogravura do jornal portuense, "O Primeiro de Janeiro",  ao lado de José Augusto da Cunha Moraes.
Entre 1905 e 1912, encarregou-se de publicar uma segunda revista, neste caso, uma de monografias denominada «Arte: Archivos de Obras de Arte», na qual se reproduziam obras de artistas nacionais contemporâneos, como Soares dos Reis, Bordallo Pinheiro, Teixeira Lopes; e artistas estrangeiros de renome. Em 1907, com o auxílio da sua mulher, Brites Moraes Coutinho, decide editar uma terceira revista, o periódico quinzenal ilustrado: “Instantâneos”.
Editou várias obras, das quais se destacam as monografias sobre a Arte em Portugal. Foi o principal impulsionador da implementação da gravura química, no âmbito artístico, em Portugal.
Foi professor do ensino técnico, na escola Infante D. Henrique, no Porto, ascendendo, em 1932, à posição de Mestre da Oficina de Gravura Química.
A 30 de Janeiro de 1928 foi feito Oficial da Ordem Militar de Sant'Iago da Espada, como reconhecimento pelo trabalho de divulgação dos monumentos nacionais.
Em 1955 foi-lhe consagrada uma exposição na Escola Superior de Belas-Artes do Porto.